# Pauli Ryberg
Pauli Ryberg (født 21. april 1958 På Nørrebro død 10. september 2017) var en dansk skuespiller og danser.
Ryberg var uddannet fra Skuespillerskolen ved Det Kongelige Teater i 1987.

## Filmografi
- Sangen om kirsebærtid (2000)
- De frigjorte (1993)
- Kun en pige (1995)
- En Soap (2006)
- De unge år: Erik Nietzsche sagaen del 1 (2007)
- De vildfarne (2016)

### Tv-serier
- Strisser på Samsø (1997- 1998)
- Rejseholdet (2000-2003)
- Nikolaj og Julie (2002-2003)
- Juletestamentet (1995)